# Plan badania
Plan badania jest jednym z etapów badania naukowego, określający jego cel i przebieg. Struktura planu badania może się różnić w zależności od dziedziny wiedzy, której dotyczy.

## Statystyka
W statystyce planowanie i organizacja badania jest pierwszy etapem badania statystycznego, po którym następuje gromadzenie danych statystycznych, opracowanie materiału i analiza wyników.
Plan badania statystycznego powinien uwzględniać siedem podstawowych elementów.

### Sformułowanie celu badania
Cel badania powinien być sformułowany konkretnie i opierać się na hipotezie badawczej. Wyróżnia się dwa podstawowe cele badania statystycznego: diagnostyczny i praktyczny.

### Określenie populacji będącej przedmiotem badania
Na podstawie sformułowanego celu badania należy określić podmiot badania pod względem merytorycznym, terytorialnym i czasowym. Może to być bądź cała populacja, bądź próba z populacji. W przypadku doboru próby należy ustalić metodę:
- dobór konieczny, kiedy warunki ograniczają z góry badaną próbę,
- dobór dobrowolny, kiedy jednostki zgłaszają się do badania z własnej woli,
- dobór celowy, kiedy badacz dobiera obiekty do badania samodzielnie, bazując na własnej ocenie prawidłowości doboru,
- dobór losowy, kiedy wybór przypadków do badania przeprowadzany jest metodą losowania.

### Wyznaczenie badanych cech
Mając na uwadze cel badania należy dokonać wyboru postaci interesujących z punktu widzenia badania cech populacji będącej przedmiotem badania.

### Ustalenie metody pomiaru cech
Dla zdefiniowanych cech opisujących próbę należy ustalić metody ich pomiaru, uwzględniając podział cech na ilościowe i jakościowe. Wybrane metody pomiaru powinny zapewnić właściwą dokładność.

### Organizacja i metoda zbierania danych
Etap ten obejmuje następujące czynności:
- ustalenie źródła danych (pierwotne lub wtórne),
- spis czynności niezbędnych do zgromadzenia danych,
- opracowanie instrukcji postępowania,
- opracowanie formularzy lub kwestionariuszy,
- ustalenie metody gromadzenia danych,
- określenie zasad kontroli prawidłowości zebranych danych.

### Analiza statystyczna
Mając na uwadze przedmiot badania, wielkość próby i liczbę badanych cech należy dokonać wyboru zakresu i rodzaju analizy statystycznej, w celu doboru metod statystycznej analizy danych.

### Opracowanie wyników
Opracowując wyniki badania należy zwrócić m.in. uwagę na:
- przejrzystość opisu,
- poprawność interpretacji wyników,
- prawidłowość formalnej analizy statystycznej,
- uzasadnienie wniosków wynikami analizy.